# Oregodasys mastigurus
Oregodasys mastigurus is een buikharige uit de familie Thaumastodermatidae. Het dier komt uit het geslacht Oregodasys. Oregodasys mastigurus werd in 1965 voor het eerst wetenschappelijk beschreven door Clausen. 